# Мінімальна відстань перетину орбіт

Орбіта астероїда (4953) 1990 MU, який при MOID = 0,0276 а.е. класифікується як потенційно небезпечний об'єкт

Мінімальна відстань перетину орбіт (англ. Minimum orbit intersection distance, MOID) — це показник, який використовується в астрономії для оцінки потенційного зближення та ризику зіткнення між астрономічними об'єктами. Визначається як відстань між найближчими точками скуолюючих орбіт двох тіл.
Найбільший інтерес викликає ризик зіткнення із Землею. MOID з Землею часто вказується в базах даних комет і астероїдів, таких як JPL Small Body Database. Об'єкт класифікується як потенційно небезпечний об'єкт, якщо, серед інших умов, його MOID з Землею становить менше 0,05 астрономічних одиниць. Для тіл, більш масивних, ніж Земля, заслуговуючими уваги вважаються й більші значення MOID.
Наприклад, потенційно небезпечний астероїд 99942 Апофіс (який мав рекордні 4 бали за Туринською шкалою), має MOID із Землею 0,000316 а.о. А малий астероїд 2008 TC3, виявлений незадовго до його зіткнення із Землею, мав MOID 0,0000078 AU.
Навіть дуже низький MOID не означає неминучого зіткнення, бо ймовірність одночасного розташування двох тіл в точці перетину їх орбіт невисока, а з часом орбіти еволюціонують через гравітаційні збурення, і MOID може зрости. Також зіткнення буває неможливим, коли тіла знаходяться в стійкому орбітальному резонансі.
Чисельне інтегрування могло б передбачати майбутні зіткнення між тілами, якби не зростаючі похибки при розрахунку динаміки у далеке майбутнє, особливо коли тіло виконує кілька близькіх прольотів повз масивні планети, відчуваючи сильні гравітаційні збурення. В умовах неможливості точного прогнозування орбіт, MOID використовується як простий індикатор небезпеки зіткнення, який можна отримати безпосередньо з орбітальних елементів тіла, не використовуючи чисельне інтегрування орбіт в майбутнє.